# My Head
My Head — американская альтернативная рок-группа из города Лос-Анджелес, игравшая гранж с элементами кроссовер-трэша.

## История
Группа My Head была основана в начале 1993 года после того, как Адам Зигель и Грег Саенс покинули панк-металлическую группу Excel на неопределённый срок, а Дейв Силва присоединился в качестве басиста. Участие Адама в записи альбомов фанк-метал-группы Infectious Grooves неоднократно прерывали ход проекта. Только в 1994 году они смогли получить контракт с независимым лейблом Imago Records, однако, тот вышел из бизнеса восемь месяцев спустя. В 1995 году у группы появился второй шанс, музыканты подписал контракт с Capitol Records. Затем они начали играть в клубах в районе Голливуда, таких как Dragonfly, Marini Lounge, Spaceland, Bar DeLuxe, Opium Den и кофейнях. 16 апреля 1996 года My Head выпустила свой первый и единственный студийный альбом Endless Bummer. Запись состояла из двенадцати треков и была выпущена в формате Audio CD и на кассетах. Саенс описал альбом как «потрясающую душу рок-версию Великого Фанка 90-х». Несмотря на то, что альбом не попал в чарты, он имел коммерческий успех в Калифорнии и окрестностях. Вскоре My Head сняли видеоклип на песню Humbucker и его показали на VH1. После изменений в управлении Capitol Records группу начали подталкивать к расширению. EMI в это время начала больше внимания уделять продвижению ню-метал-групп. В интервью Саенс сказал: «Они получали огромные эго и банковские счета, управляя Korn и раздувая свою новую группу, Limp Bizkit […], затем нам сказали добавить ди-джея, другого гитариста и изменить наше имя на The Peking Logs». Возникший конфликт закончился тем, что группа нарушила контракт с Capitol и распустилась 1 января 1998 года.

## Состав
- Адам Siegel — гитара, вокал (1993—1998)
- Дэйв Сильва — бас-гитара (1994—1998)
- Грэг Saenz — ударные (1993—1998)

## Дискография
В 1996 году на лейбле Capitol Records группа записала свой единственный альбом «Endless Bummer».
| №                   | Название               | Автор(ы)                            | Длительность |
| ------------------- | ---------------------- | ----------------------------------- | ------------ |
| 1.                  | «Carnasaur»            | Adam Siegel                         | 4:23         |
| 2.                  | «Killer Hair»          | Adam Siegel                         | 3:25         |
| 3.                  | «Point of Wiev»        | Adam Siegel, Greg Saenz, Dave Silva | 3:51         |
| 4.                  | «Fall»                 | Adam Siegel                         | 3:53         |
| 5.                  | «Humbucker»            | Adam Siegel                         | 4:21         |
| 6.                  | «Positive»             | Adam Siegel, Dave Silva             | 3:25         |
| 7.                  | «Sonrisa»              | Adam Siegel, Dave Silva             | 3:27         |
| 8.                  | «I Don't Want Nothing» | Adam Siegel, Dave Silva             | 2:49         |
| 9.                  | «Nesbitts»             | Adam Siegel                         | 2:16         |
| 10.                 | «Don't Waste My Time»  | Adam Siegel, Dave Silva             | 3:41         |
| 11.                 | «Log»                  | Adam Siegel, Greg Saenz, Dave Silva | 4:01         |
| 12.                 | «Teenage Foxes»        | Adam Siegel                         | 3:34         |
| Общая длительность: | Общая длительность:    | Общая длительность:                 | 40:66        |